# Odontochilus
Odontochilus é um género botânico pertencente à família das orquídeas (Orchidaceae).

## Espécies
1. Odontochilus acalcaratus (Aver.) Ormerod, Lindleyana 17: 225 (2002)
2. Odontochilus asraoa (J.Joseph & Abbar.) Ormerod, Taiwania 50: 7 (2005)
3. Odontochilus brevistylus Hook.f., Fl. Brit. India 6: 100 (1890)
4. Odontochilus clarkei Hook.f., Fl. Brit. India 6: 100 (1890)
5. Odontochilus crispus (Lindl.) Hook.f., Fl. Brit. India 6: 99 (1890)
6. Odontochilus degeneri L.O.Williams, Sargentia 1: 90 (1942)
7. Odontochilus duplex (Holttum) Ormerod, Taiwania 50(1): 7 (2005)
8. Odontochilus elwesii C.B.Clarke ex Hook.f., Fl. Brit. India 6: 100 (1890)
9. Odontochilus guangdongensis S.C.Chen, S.W.Gale & P.J.Cribb, in Fl. China 25: 81 (2009)
10. Odontochilus hasseltii (Blume) J.J.Wood, Orchids Mount Kinabalu 2: 440 (2011)
11. Odontochilus hydrocephalus (J.J.Sm.) J.J.Wood, Orchids Mount Kinabalu 2: 440 (2011)
12. Odontochilus inabae (Hayata) Hayata ex T.P.Lin, Native Orchids Taiwan: 216 (1975)
13. Odontochilus lanceolatus (Lindl.) Blume, Coll. Orchid.: 80 (1859)
14. Odontochilus longiflorus (Rchb.f.) Benth. & Hook.f. ex B.D.Jacks., Index Kew. 2: 329 (1894)
15. Odontochilus macranthus Hook.f., Fl. Brit. India 6: 98 (1890)
16. Odontochilus nanlingensis (L.P.Siu & K.Y.Lang) Ormerod, Taiwania 48: 91 (2003)
17. Odontochilus poilanei (Gagnep.) Ormerod, Lindleyana 17: 225 (2002)
18. Odontochilus reniformis (Hook.f.) Ormerod, Austral. Orchid Rev. 63(4): 10 (1998)
19. Odontochilus saprophyticus (Aver.) Ormerod, Taiwania 48: 141 (2003)
20. Odontochilus serriformis (J.J.Sm.) J.J.Wood, Orchids Mount Kinabalu 2: 440 (2011)
21. Odontochilus tashiroi (Maxim.) Makino, Bot. Mag. (Tokyo) 14: 141 (1900)
22. Odontochilus tetrapterus (Hook.f.) Av.Bhattacharjee & H.J.Chowdhery, Novon 21: 20 (2011)
23. Odontochilus tortus King & Pantl., J. Asiat. Soc. Bengal, Pt. 2, Nat. Hist. 65: 125 (1896)
24. Odontochilus umbrosus (Aver.) Ormerod, Lindleyana 17: 225 (2002)
25. Odontochilus uniflorus (Blume) H.A.Pedersen & Ormerod, Taiwania 54: 215 (2009)